# Уразалиев, Захар Сарсенович
Захар Сарсенович Уразалиев (4 марта 1925 — 7 августа 2003) — передовик советского сельского хозяйства, бригадир совхоза «Дергачёвский» Дергачёвского района Саратовской области, Герой Социалистического Труда (1966).

## Биография
Родился 4 марта 1925 году в селе Белоусово Новоузенского района Нижне-Волжского края в крестьянской семье. В возрасте 5 лет начал оказывать помощь своему отцу-табунщику, который работал в Алгайском конезаводе № 56. В 1941 году, в возрасте 16 лет продолжил свою работу в животноводстве, сам стал штатным табунщиком. 
19 апреля 1943 года был призван на службу в Красную Армию. После военной подготовки был направлен на Волховский фронт, воевал в составе стрелкового полка – пулемётчиком. Участвовал в боях за Калининскую, Ленинградскую, Новгородскую  областях. Закончил войну на Эльбе. Награждён орденом «Красной Звезды», орденом "Славы" и боевыми медалями. 
20 марта 1950 года уволен с военной службы в запас. К тому времени его родители переселились в посёлок Первомайский Дергачёвского района, где находился конезавод № 137. Вернувшись в родные края, Захар Сарсенович стал работать бригадиром табунщиков, а чуть позже перешёл на работу чабаном в совхоз "Дергачёвский", пас отару овец. 
С 1960 по 1966 годы, за шесть лет труда, он достиг значительных успехов и высоких производственных показателей в своем деле. 
Указом Президиума Верховного Совета СССР от 22 марта 1966 года  за выдающиеся успехи, достигнутые в развитии сельского хозяйства Захару Сарсеновичу Уразалиеву присвоено звание Героя Социалистического Труда с вручением ордена Ленина и золотой медали «Серп и Молот».
В 1968 году, неожиданно стал нетрудоспособен, получил инвалидность.
Проживал в посёлке Советский Дергачёвского района Саратовской области. Умер 7 августа 2003 года. 

## Награды
За трудовые и боевые успехи удостоен:
- золотая звезда «Серп и Молот» (22.03.1966)
- орден Ленина (22.03.1966)
- Орден Славы III степени (1944)
- Орден Красной Звезды (1945)
- Орден Отечественной войны I степени
- Медаль "За освобождение Варшавы"
- другие медали.